# Salangane pygmée
Collocalia troglodytes
Espèce
Statut de conservation UICN

 LC  : Préoccupation mineure
La Salangane pygmée (Collocalia troglodytes) est une espèce d'oiseaux de la famille des Apodidae.

## Répartition

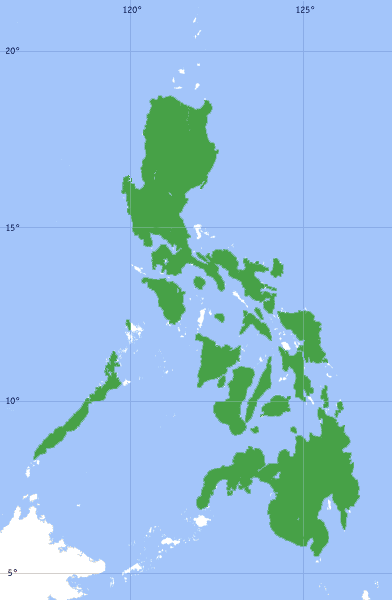
Carte de répartition de l'espèce.

Cette espèce est endémique des Philippines.